# Хит-Манки (мультсериал)
«Хит-Манки» (Marvel's Hit-Monkey) — американский анимационный сериал для взрослой аудитории, созданный для стримингового сервиса Hulu, основанный на одноимённом персонаже комиксов Marvel.
Первый сезон мультсериала был выпущен 17 ноября 2021 года. 2 февраля 2023 года мультсериал был продлён на второй сезон. Выпуск второго сезона состоялся 15 июля 2024 года.

## Сюжет
Сериал  о Хит-Манки, японской макаке, которую наставляет призрак американского убийцы, в то время как обезьяна борется с преступным миром Токио.

## Актерский состав и персонажи

### Основной
| Актёр озвучания  | Персонаж        |
| ---------------- | --------------- |
| Фред Таташор     | Хит-Манки       |
| Джейсон Судейкис | Брюс МакГенри   |
| Джордж Такэй     | Синдзи Йокогама |
| Оливия Манн      | Акико Йокогама  |
| Алли Маки        | Харука          |
| Ноби Наканиси    | Ито             |

### Эпизодический
| Актёр озвучания | Персонаж                             |
| --------------- | ------------------------------------ |
| Рейко Эйлсворт  | Леди Меченая                         |
| Рейко Эйлсворт  | Юки                                  |
| Ношир Далаль    | Толстая кобра                        |
| Ношир Далаль    | Кенуитиё Харада / Серебряный Самурай |

## Производство
В феврале 2019 года Marvel Television объявила о планах разработать мультсериал для взрослой аудитории на основе персонажа Хит-Манки, который должен быть показан на стриминговом сервисе Hulu. Также планировалось выпустить сериалы, основанные на персонажах М.О.Д.О.К., Тигре, Ослепительной и Утке Говарде, которые должны были привести к созданию кроссовера под названием «Преступники».  В декабре Marvel Television была объединена с Marvel Studios, которая осуществляла последующий надзор за сериалом. В январе 2020 года Marvel Studios приняли решение не выпускать сериалы о Утке Говарде, Тигре и Ослепительной. Работа над сериалами о М.О.Д.О.К. и Хит-Манки продолжилась, как и планировалось.
В мае 2021 один из авторов мультсериала М.О.Д.О.К. заявил, что анимация у Хит-Манки будет отличаться.

## Релиз
Премьера Хит-Манки состоялась на Hulu 17 ноября 2021 года, выпустив все десять эпизодов одновременно.